# Wer wenn nicht wir
Se Não Nós, Quem? (em alemão:  Wer wenn nicht wir) é um filme de drama alemão de 2011 dirigido por Andres Veiel e estrelado por August Diehl. O filme é ambientado na década de 1940, início dos anos 1960 e nos protestos de 1968.
O filme estreou no 61º Festival Internacional de Berlim e foi indicado para o Urso de Ouro. Veiel ganhou o Prêmio Alfred Bauer no Berlinale. O filme teve sua estréia Estados Unidos no festival de cinema Berlin and Beyond, em San Francisco em 26 de outubro de 2011.

## Elenco
- August Diehl como Bernward Vesper
- Lena Lauzemis como Gudrun Ensslin
- Alexander Fehling como Andreas Baader
- Alexander Khuon como Rudi Dutschke
- Rainer Bock como Verteidiger
- Sebastian Blomberg como Roehler
- Maria-Victoria Dragus como Ruth Ensslin
- Thomas Thieme como Vater Vesper
- Joachim Paul Assböck como Journalist
- Hanno Koffler como Uli Ensslin
- Heike Hanold-Lynch como Mentorin v. G. Ensslin
- Hark Bohm como Kritiker
- Imogen Kogge como Mutter Vesper
- Henriette Nagel
- Susanne Lothar como Mutter Ensslin
- Michael Wittenborn como Vater Ensslin